# Штауффенберг (фильм, 2004)
«Штауффенберг» (нем. Stauffenberg) — германо-австрийский фильм 2004 года режиссёра Йо Байера, впервые вышедший 25 февраля 2004 года на германском телеканале Das Erste о заговоре 20 июля. Фильм также вышел под международным английским названием «операция Валькирия» (Operation Valkyrie)   

## Описание сюжета
Молодой офицер Штауффенберг вместе с девушкой Ниной опаздывает на спектакль в  Байрёйтском театре, но уговаривает служителя пустить их в ложу. Восхищённый Штауффенберг показывает Нине на Гитлера, поглощённого музыкой Вагнера. Штауффенберг делает предложение Нине.
Штауффенберг пишет с Восточного фронта письма Нине, убеждённый, что местное население будет работать на немецких фермах. Его товарищ, Хеннинг фон Тресков показывает ему обезумевшую девушку, чудом уцелевшую после того как айзантцгруппа вырезала 900 жителей её города. Штауффенберга посещают мысли о бесполезности его пребывания в штабе, и он добивается перевода в Африканский корпус.
У  Штауффенберга на руках умирает мальчишка-офицер, его земляк, Штауффенберг проклинает Гитлера. Командование передаёт ему полк, но в этот же день Штауффенберг получает тяжёлые ранения от налёта вражеской авиации, лишаясь кисти руки и глаза. 
Штауффенберг сколачивает группу заговорщиков, офицеры решают убить Гитлера. Штауффенберг проносит бомбу на заседание в Ставке Гитлера, он видит, как из разрушенного взрывом  барака выносят труп Гитлера, накрытый одеялом. Прилетев в Берлин, он с негодованием убеждается, что заговорщики выжидают и убеждает их начать операцию «Валькирия». Заговорщики являются к командующему Резервной армией генералу Фромму, но тот уже успел связаться с Кейтелем и узнать, что Гитлер уцелел. Мятежники арестовывают Фромма и поднимают Резервную армию. Два офицера из штаба Фромма: Гербер и Пифрадер подозревают заговор. Они для вида подчиняются заговорщикам, но решают тайком собрать оружие и поднять единомышленников. Майор Ремер арестовывает высших чинов СС, но узнаёт, что рейхсминистр пропаганды доктор Геббельс просит его явиться к нему. Ремер является в кабинет доктора Геббельса, тот уверяет Ремера, что Гитлер жив и даёт ему поговорить с фюрером.
В штаб Штауффенберга является фельдмаршал Вицлебен, немедленно раскритиковывает заговорщиков и удаляется. По радио приходит сообщение, о неудавшейся попытке покушения на Гитлера. Заговорщиков охватывает апатия. Гербер и Пифрадер поднимают людей, они арестовывают заговорщиков. Штауффенберг убегает, но получает пулю в руку. Штауффенберг разглядывая фото детей сравнивает что он успел сделать за годы, прошедшие после первой встречи с Гитлером и что успел сделать Гитлер. Освобожденный генерал Фромм приказывает расстрелять Штауффенберга и заговорщиков, сделав исключение для своего бывшего командира Людвига Бека, который пожелал застрелиться.

## В ролях
- Себастьян Кох — Клаус Шенк фон Штауффенберг
- Давид Буннерс — Альбрехт Мерц фон Квирнхайм
- Харди Крюгер-младший — Вернер фон Хафтен
- Алекс Милберг — Фридрих Фромм
- Райнер Бок — Фридрих Ольбрихт
- Рональд Ницшке — Эрих Гёпнер
- Стефания Рокка — Маргарита фон Офен
- Ремо Джироне — Людвиг Бек
- Ульрих Тукур — Хеннинг фон Тресков
- Харальд Крассницер — Эрих Фельгибель
- Кристофер Бухгольц — Бертольд Шенк фон Штауффенберг
- Нина Кунцендорф — Нина Шенк фон Штауффенберг
- Энрико Мутти — Отто-Эрнст Ремер
- Георг Шрамм — Гумберт Ахамер-Пифрадер
- Вальдемар Кобус — Франц Гербер
- Олли Дитрих — Йозеф Геббельс
- Удо Шенк — Адольф Гитлер
- Йахим Бисмайер — Эрвин фон Вицлебен
- Кристиан Дормер — Вильгельм Кейтель

## Критика
- Франк Ширмахер из газеты Frankfurter Allgemeine Zeitung: «Это самый точный фильм о покушении Клауса Шенка на графа фон Штауффенберга, снятый до сих пор..»[1]
- kino.de:««Штауффенберг» — выдающийся, красиво снятый и давно ожидаемый фильм Джо Байера об одном из героев сопротивления нацистскому режиму. Себастьян Кох блистает в главной роли, актеры на второстепенные роли также подобраны превосходно. Особенно после первой трети, когда описывается день убийства и его последствия, драма приобретает силу и динамизм. Байер намеренно избегает длинных объяснений, что только усиливает напряжение. Режиссеру удалось изобразить Штауффенберга не как идеализированного морального героя с безупречной репутацией, что делает его мужественные гражданские поступки еще более впечатляющими.»[2]
- Биограф Штауффенберга Питер Хоффманн раскритиковал, что Штауффенберг в фильме выглядел так, «будто он никогда конкретно и открыто не осуждал массовые убийства евреев». Однако было доказано обратное. После того как Хоффманн убедился, что его 15-страничный отчет проигнорировали, он отозвал своё имя из титров.[3]
- Сын Штауффенберга Бертольд в интервью Süddeutsche Zeitung раскритиковал фильм[4]: 
  - «Мой опыт работы с художественными фильмами показывает, что драма всегда важнее фактов. Возьмем, к примеру, фильм Джо Байера. 15-страничный отчёт, который создатели фильма запросили у эксперта по Штауффенбергу Петера Хоффмана, был полностью проигнорирован».
  - «Я все еще злюсь, что пошёл на премьеру в Берлине. Например, ... мои родители не обменивались кольцами в Байрёйтском театре в присутствии фюрера. Они обручились в другом месте, в 23-й день рождения моего отца. Мой отец, вероятно, никогда не был в Байройте. Так что это неправда».
  - «История о пьяном генерале Фельгибеле, зашедшим в туалет выдумана. Или встреча с украинкой. Или этот назревающий конфликт с матерью. Или эпиход с последним визитом моего отца. Всё выдумано».